# Amber Hearn
Pour les articles homonymes, voir Hearn.
Amber Liarnie Rose Hearn, née le 28 novembre 1984 à Waitakere, est une joueuse néo-zélandaise de football évoluant au poste d'attaquant. Internationale néo-zélandaise (102 sélections et 45 buts depuis 2004), elle évolue au FF USV Iéna.

## Biographie
Hearn participe avec la sélection néo-zélandaise aux Jeux olympiques de 2008, jouant tous les matchs de groupe, et marquant un but lors du match nul (2-2) contre le Japon. Elle participe à la Coupe du monde de football féminin 2011, marquant un but lors du premier match de groupe contre le Japon.
En club, Amber Hearn a joué en Angleterre dans les clubs d'Arsenal et des Doncaster Rovers Belles, ainsi que pour le club canadien, le Fury d'Ottawa  dans la W-League.